# Toplica Milan
Milan Toplica ili Toplica Milan je bio srpski srednjovjekovni vitez s kraja 14. stoljeća. Srpska narodna predaja ga spominje kao pobratima Miloša Obilića.
Berkovac, srednjovjekovna utvrda u blizini grada Valjeva naziva se Zamak Toplice Milana.